# Trans žena

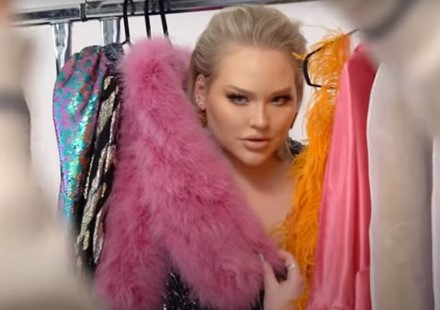
NikkieTutorials (Nikkie de Jager), trans žena a známá nizozemská youtuberka

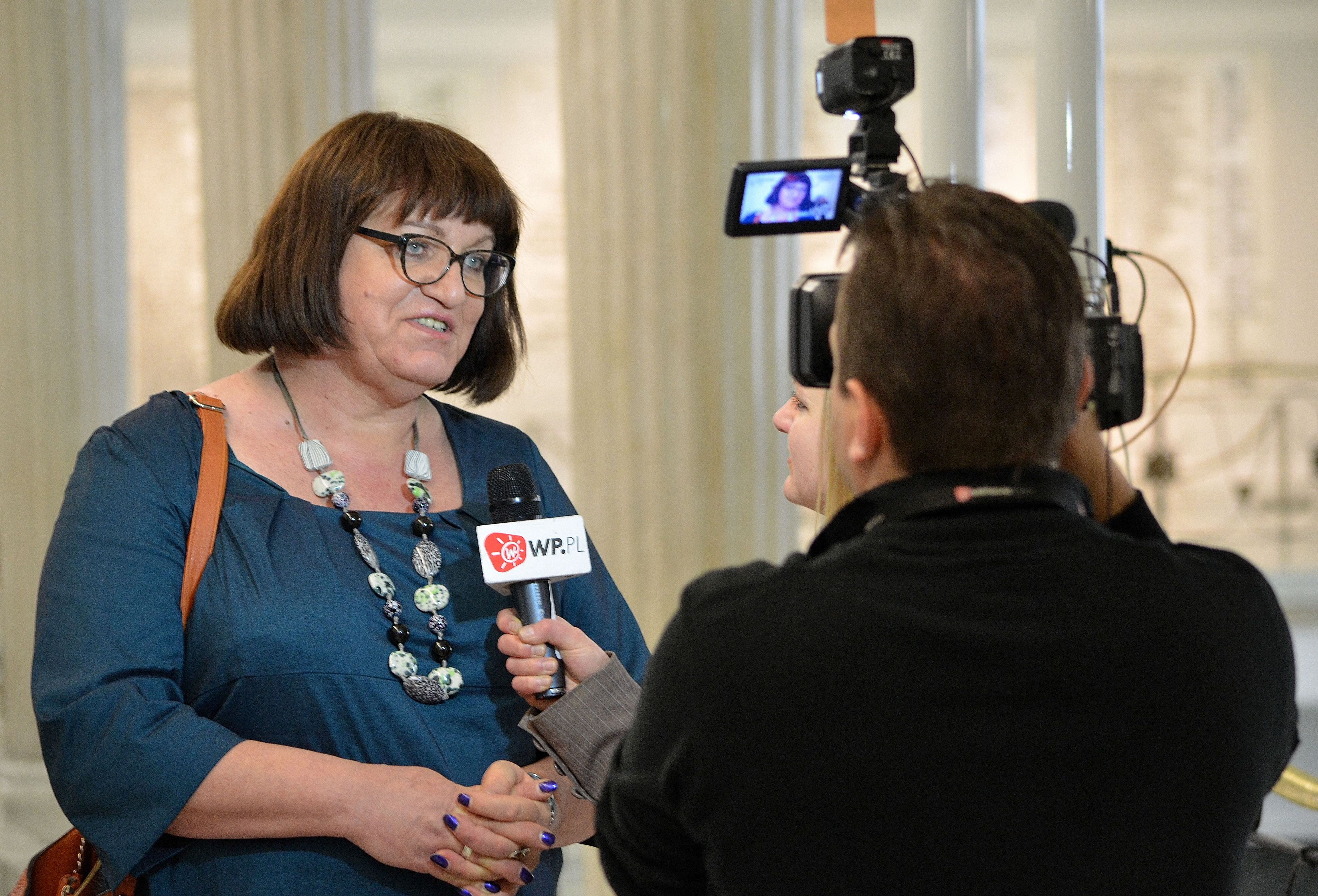
Anna Grodzká, která se v roce 2011 stala historicky první trans ženou zvolenou do polského Sejmu

Trans žena (též MtF, jakožto zkratka z anglického Male to Female, nebo česky chybně transžena) je osoba, která byla při narození označena za muže (protože se narodila s mužskými pohlavními orgány), ale která sama sebe identifikuje jako ženu. Trans ženy mohou pociťovat genderovou dysforii (genderový nesoulad) a toužit proto po tranzici. Tento proces může mít formu úřední (změna občanského průkazu), sociální (změna používaného jména, oblečení, účesu či zájmen, aby více odpovídaly genderovým rolím) nebo lékařskou (hormonální terapie, operativní změna pohlaví).
Genderová identita není spjata se sexuální orientací a transgender ženy tak mohou být homo-, hetero-, bi- nebo asexuální.
Trans ženy v průměru čelí větší míře diskriminace než ostatní ženy. Kromě misogynie se totiž potýkají i s transfobií, v této souvislosti je někdy užíván pojem transmisogynie.

## Známé trans ženy
- Anna Grodzká, historicky první trans žena zvolená do polského parlamentu
- April Ashley, modelka
- Ataru Nakamura, J-pop zpěvačka
- Caitlyn Jennerová, olympijská vítězka a televizní osobnost
- Danica Roemová, americká novinářka a politička
- Deirdre McCloskey, americká ekonomka
- Jan Morris, britská spisovatelka
- Jayne County, americká rocková zpěvačka
- Kim Petras, německá zpěvačka
- Laverne Cox, americká zpěvačka
- Lili Elbe, původně úspěšná dánská malířka; patří mezi první doložené osoby, které podstoupily operativní změnu pohlaví
- Mina Caputo, americká zpěvačka
- Munroe Bergdorf, britská modelka a aktivistka
- R. W. Connell, australská socioložka
- Sylvia Rivera, americká LGBTQ aktivistka
- Tereza Spencerová, česká novinářka
- sestry Wachowské, americké filmařky a režisérky
- Peťa Nitka, první česko-slovenská transgender modelka